# Юний технік України
Журнал «Юний технік України» — щомісячне україномовне науково-популярне видання (32 сторінки, кольоровий крейдований папір) для дітей, що розповсюджується за передплатою по всій території України. Журнал рекомендовано Міністерством освіти і науки України для використання в навчально-виховній роботі загальноосвітніх закладів.
Засновники — Український державний центр науково-технічної творчості учнівської молоді та видавництво «Грамота».
Кожен номер журналу «Юний технік» містить інформацію про цікаві винаходи в історії людства, актуальні новини науки і техніки, креслення та схеми конструювання моделей авіа-, судномоделювання, різноманітних корисних пристроїв, головоломки для всієї родини, конкурси тощо.

Одна зі сторінок рубрики «Виставковий стенд», квітень 2011 року

Основна ідея видання — інтелектуальний розвиток дитини, формування його вмінь і навичок до технічної творчості.

## Основні рубрики журналу
- Календар  — знайомить читачів з найцікавішими святами усього світу (Усесвітній день шоколаду, День подарунків, Міжнародний день КВК і багато іншого в кожному номері).

- Подія   — розповідає про основні події місяця: результати змагань, фестивалів, виставок і конкурсів; інтерв'ю з учасниками та організаторами свят.
- Досьє ерудита  — відкриває цікаві історичні факти, пов'язані з розвитком повітроплавання від повітряних куль до найсучасніших літальних апаратів.
- Новини науки і техніки — розкриває особливості фантастичних, на перший погляд, винаходів у галузі медицини, військової техніки та робототехніки.
- «За» і «Проти» — цікаво й дотепно дає змогу зрозуміти корисний і шкідливий вплив різноманітних захоплень, харчових продуктів та інших речей (жувальних гумок, сухариків і чипсів, пластикового посуду, шоколаду, газованих напоїв, реклами, комп'ютера).
- Таємниці зоряних світів — запрошує дітей у світ космічних явищ, міфів, таємних апаратів і біографій найвідоміших учених космічної галузі.
- Виставковий стенд — пропонує фотографії сучасних дитячих науково-технічних і декоративно-прикладних моделей.
- Юні техніки України — детально розповідає про виготовлення найцікавіших пристроїв і моделей, розроблених вихованцями дитячих центрів.
- Зроби сам, Зроби сама — публікує цікаві нескладні саморобки із сірників, паперу, пластиліну, пластику, бісеру до свят та дозвілля.
- ГРІМ (граємось, розважаємось і міркуємо) — пропонує задачки й головоломки, числові ігри, логічні трюки для всієї родини.
- Епізод — розповідає короткі притчі повчального характеру про добро та зло, правду й кривду, щирих друзів і пихатих панів.

- На дозвіллі — пропонує візуальні ігри, фокуси та кросворди.